# Teofil Czajkowski

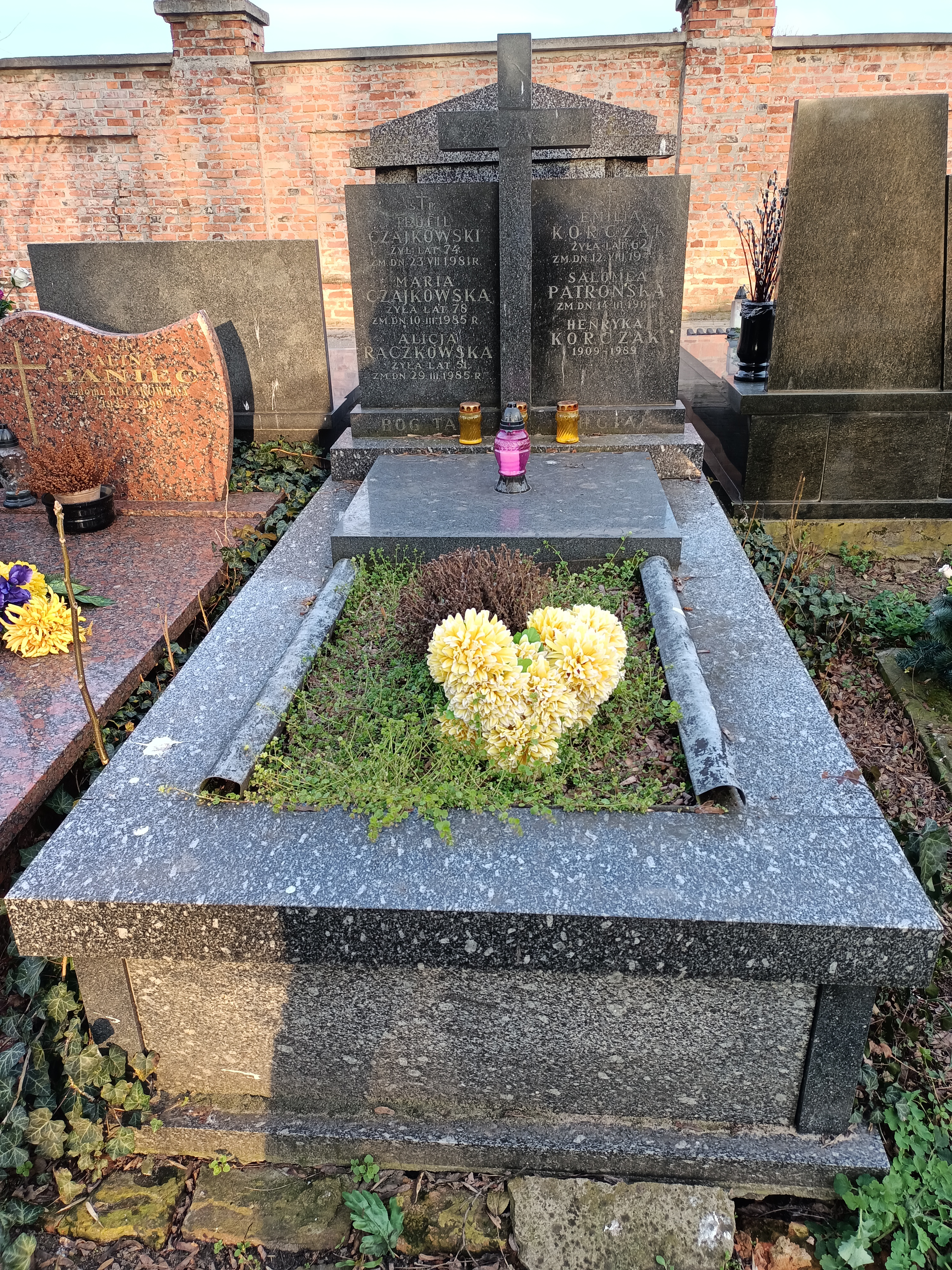
Grób Teofila Czajkowskiego na Cmentarzu Bródnowskim

Teofil Czajkowski ps. Aleksy, Teofil Leventi, Teofil Cichocki, Pan Teoś (ur. 25 kwietnia 1905 w Warszawie, zm. 25 lipca 1981 tamże) – wykładowca Szkoły Budowy Maszyn im. H. Wawelberga i S. Rotwanda w Warszawie, w okresie okupacji w SZP-ZWZ-AK, specjalista w zakresie rusznikarstwa, uczestnik powstania warszawskiego. Organizator oraz główny współautor rozwiązania technologii produkcji luf do pistoletów i pistoletów maszynowych (kaliber 9 mm). Pochowany na cmentarzu Bródnowskim w Warszawie (kwatera 2D-2-14).